# Rudel Obreja
Rudel Obreja (Galați, 1965. augusztus 6. – Bukarest, 2023. március 12.) világbajnoki bronz- és Európa-bajnoki ezüstérmes román ökölvívó, olimpikon. A Román ökölvívó-szövetség elnöke (2004–2012).

## Pályafutása
Váltósúlyban, majd nagyváltósúlyban versenyzett. Részt vett az 1984-es Los Angeles-i olimpián is váltósúlyban, de a nyolcaddöntőben a későbbi győztes, amerikai Mark Brelandtól vereséget szenvedett és kiesett. Ugyanebben az évben román bajnoki címet szerzett. 1987 és 1989 között nagyváltósúlyban sorozatban háromszor lett román bajnok. Az 1989-es athéni Európa-bajnokságon ezüst, az 1989-es moszkvai világbajnokságon bronzérmet szerzett.
2004 és 2012 között a Román ökölvívó-szövetség elnöke volt. 2007-ben a Nemzetközi Amatőr Ökölvívó-szövetség (AIBA) alelnökévé választották. A 2008-as pekingi olimpián technikai igazgatóként dolgozott.
2018-ban öt év börtönbüntetésre ítélték pénzmosás, adóelkerülés és vesztegetés miatt. Még ugyanabban az évben kiengedték a jilavai börtönből, miután a Legfelsőbb Bíróság elfogadta a fellebbezését, hogy a bírói testület kiválasztásának folyamata nem volt megfelelő. 2022 áprilisában azonban ezt a határozatot hatályon kívül helyezték, megalapozatlannak nyilvánítva, és visszaküldték a börtönbe. Három hónappal később a bíróság elrendelte a szabadlábra helyezését, hogy egy polgári kórházban kezelhessék rákos betegségét. 2023. március 12-én 57 évesen hunyt el Bukarestben.

## Sikerei, díjai
- Világbajnokság – nagyváltósúly
  - bronzérmes: 1989, Moszkva
- Európa-bajnokság – nagyváltósúly
  - ezüstérmes: 1989, Athén
- Román bajnokság
  - bajnok: 1984 (váltósúly), 1987, 1988, 1989 (nagyváltósúly)